# 日導
日導（にちどう、享保9年（1724年） - 寛政元年7月12日（1789年9月1日））は、江戸時代中期の日蓮宗の僧。号は一妙院。肥後国の出身。
10歳で肥後国熊本妙本寺で出家し、京都や下総国の檀林〈僧侶の学問所・養成所）で学んだ。日蓮宗の宗風が天台宗に傾倒していたことに嘆き、宗祖日蓮の遺文に関する研究を主唱した。1776年（安永5年）には6年をかけて「祖書綱要」23巻を脱稿し、その後妙本寺に戻ってからはその校訂に力を注いだ。なお、「祖書綱要」は日蓮宗学における典籍として重要視されている。